# Daniel Francis Galouye
Daniel Francis Galouye fue un escritor estadounidense de ciencia ficción.

## Vida
Nacido el 11 de febrero de 1920, en Nueva Orleans, Luisiana, Galouye comenzó a trabajar como reportero para distintos periódicos tras graduarse en la Universidad estatal de Luisiana. Participó en la Segunda Guerra Mundial, formando parte de la Marina norteamericana como instructor y piloto de pruebas. El 26 de diciembre de 1945, se casó con Carmel Barbara Jordan. Desde principios de la década de los 40 hasta 1967 colaboró en la edición de la revista The States Item.
Los problemas de salud originados por las heridas que había recibido durante la guerra precipitaron su retiro a finales de la década de los 60 y provocarían su muerte el 7 de septiembre de 1976 en el Hospital de Veteranos de su ciudad natal, con tan sólo 56 años.
El escritor dejó viuda, dos hijas y cinco nietos
, y sus restos mortales se encuentran en el cementerio de Covington , en Nueva Orleans.

## Novelas e historias
Durante la década de los 50 y los 60 escribió pequeñas novelas e historias cortas para varias revistas de ciencia ficción pulp, que a veces firmaba bajo el seudónimo Louis G. Daniels.
En 1952 vendió su primera novela por entregas a la revista Imagination, para pasar a publicar en otras revistas como Galaxy Science Fiction o The Magazine of Fantasy & Science Fiction. Entre 1961 y 1973 Galouye firmó cinco novelas, entre ellas Simulacron 3, que inspiró el guion de la película de 1999 The Thirteenth Floor y de la miniserie alemana de televisión Welt am Draht, dirigida por Rainer Werner Fassbinder en 1973. Su primera novela, Dark Universe editada en 1961, fue nominada para un premio Hugo..

## Premios
En 2007 Galouye recibió a título póstumo el Cordwainer Smith Rediscovery Award, un premio concedido a escritores ya fallecidos que deberían ser redescubiertos por lectores de hoy en día.

## Obras

### En español

#### Novelas
- Mundo Tenebroso
- Después de la III Guerra Mundial
- Simulacrón-3
- La percepción perdida

##### Relatos
- La Ciudad De La Energia
- Asilo
- Domingo fatal
- Jebaburba
- Justicia del futuro
- Misión diplomática
- Ojos artificiales
- Vuelo fantástico

### En inglés

#### Novelas
- Dark Universe (1961)
- Lords of the Psychon (1963)
- Simulacron 3 (1964)
- A Scourge of Screamers (1968)
- The Infinite Man (1973)

#### Colecciones
- The Last Leap and other stories of the supermind (1964)
- Project Barrier (1968)

#### Historias cortas
- Rebirth, (ss), Imagination, marzo de 1952
- Tonight the Sky Will Fall!, Imagination mayo de 1952
- The Reluctant Hero, (ss), Imagination: julio de 1952
- The Dangerous Doll, (ss), Imagination: septiembre de 1952
- The Fist of Shiva, (ss), Imagination: mayo de 1953
- Sanctuary, (nv), F&SF: febrero de 1954
- Disposal Unit, (ss), Imagination: marzo de 1954
- Cosmic Santa Claus, (ss), Imagination: mayo de 1954
- Phantom World, (nv), Imagination: agosto de 1954
- Jebaburba, (ss), Galaxy: octubre de 1954
- Over the River, (ss), Imaginative Tales: mayo 1955
- So Very Dark, (ss), Imaginative Tales: julio de 1955
- Country Estate, (ss), Galaxy: agosto de 1955
- Deadline Sunday, (nv), Imagination: octubre de 1955
- The Day the Sun Died, (nv), Imagination: diciembre de 1955
- Seeing-Eye Dog, (ss), Galaxy: septiembre de 1956
- All Jackson's Children, (ss), Galaxy: enero de 1957
- Gulliver Planet, (ss), Science Fiction Adventures: abril de 1957
- Shock Troop, (ss), Galaxy: junio de 1957
- Shuffle Board, (ss), IF: junio de 1957
- Share Alike, (ss), Galaxy: octubre de 1957
- Project Barrier, (ss), Fantastic Universe: enero de 1958
- The City of Force, (nv), Galaxy: abril de 1959
- Sitting Duck, (ss), IF: julio de 1959
- Diplomatic Coop, (ss), Star Science Fiction Stories 1959
- The Last Leap, (nv), IF: enero de 1960
- Kangaroo Court, (ss), IF: septiembre de 1960
- Fighting Spirit, (nv), Galaxy: diciembre de 1960
- The Reality Paradox, (ss), Fantastic: enero de 1961
- The Big Blow-Up, (nv), Fantastic: marzo de 1961
- Descent into the Maelstrom, (ss), Fantastic: abril de 1961
- Homey Atmosphere, (ss), Galaxy: abril de 1961
- The Trekkers, (ss), Fantastic: septiembre de 1961
- Mirror Image, (ss), IF: septiembre de 1961
- Spawn of Doom, (ss), Fantastic: diciembre de 1961
- A Silence of Wings, (ss), Fantastic: febrero de 1962
- Recovery Area, (ss), Amazing: febrero de 1963 (*PB)
- Reign of the Telepuppets, (na), Amazing: agosto de 1963 (*PB)
- Rub-a-Dub, (ss), (1969)
- Prometheus Rebound, (nv), (Harrison, 1970)